# Lophochernes bisulcus
Espèce
Synonymes
- Chelifer bisulcus Thorell, 1889

Lophochernes bisulcus est une espèce de pseudoscorpions de la famille des Cheliferidae.

## Distribution
Cette espèce se rencontre en Birmanie, au Bangladesh, en Inde, au Viêt Nam et en Thaïlande.

## Publication originale
- Thorell, 1889 : Aracnidi Artrogastri Birmani raccolti da L. Fea nel 1885-1887. Annali del Museo Civico di Storia Naturale di Genova, sér. 2, vol. 7, p. 521-729 (texte intégral).